# Abelmoschus caillei
Espèce
Abelmoschus caillei, le gombo ouest-africain, est une espèce de plantes dicotylédones de la famille des Malvaceae, originaire d'Afrique occidentale. L'espèce est inconnue à l'état sauvage.
Ce sont des plantes herbacées, annuelles ou bisannuelles, à port dressé et pouvant atteindre 4 mètres de haut. La plante est cultivée pour son fruit consommé comme légume, à l'instar du gombo commun (Abelmoschus esculentus).

## Synonymes
Selon The Plant List (27 mars 2019) : 
- Abelmoschus caillei (A.Chev.) Stevels
- Abelmoschus manihot var. manihot
- Abelmoschus platidactylus (Bakh.) Nakai
- Hibiscus japonicus Miq.
- Hibiscus manihot A. Chev.[3]
- Hibiscus manihot L.
- Hibiscus papyriferus Salisb.